# 山本多助
山本 多助（やまもと たすけ、1904年7月5日 - 1993年2月13日）は、アイヌの文化伝承者・著述家である。北海道釧路市出身。

## 人物・生涯
釧路アイヌ第23代首長・トミランクル（山本太吉）と、浦見トワの次男として釧路春採コタンに生まれる。若い頃より民族文化に関心を持ち、古老の聞き取りに取り組む。1922年に樺太を訪問した際も、古老からの聞き取りに取り組む。釧路地区のアイヌの老人からアイヌの口話伝承を聞き、文字化する作業をライフワークとして続ける。
1937年、屈斜路湖のコタンでヒグマの木彫りなどの民芸品を製造・販売する店を開業する。「アイヌ民芸品としての木彫製作・販売の先駆者」としている文献もある。1940年、著書『阿寒国立公園とアイヌの伝説』を出版する。彫刻作品には「山本北人」と彫刻される。
1942年、海軍軍属としてトラック島に従軍する。戦傷で右目を失明し日本に引き上げる。
1946年、北海道アイヌ協会釧路支部の初代支部長に選ばれる。1948年、帯広市の伏古コタンに移り住み「北人民芸社」を設立する。アイヌ文様をあしらったサラダボウルとパイプスタンドなどの木彫り品１万点以上のアメリカ輸出の商談が決まりかけ、衆議院議員の本名武が経営する本名木材から材料を掛け取引で調達し商品を製造したが、商談は結局破談になり、このことが原因で「北人民芸社」は廃業することとなる。1949年、釧路市に戻る。
その後も、民芸品製造やアイヌ語研究で活躍する。1972年に『アイヌ民族抵抗史』の著者である新谷行の訪問を受け、大きな影響を与えている。同じ年の8月25・26日に札幌で開催された第26回日本人類学会・日本民族学会連合大会のシンポジウムに参加し、アイヌ民族の立場から「魂のない」アイヌ研究家の態度を批判している。1973年に、「ヤイユーカラアイヌ」民族学会の創立に関わる。1976年に、パリのユネスコ本部で山本多助伝承のユーカラ『アイヌ・ラッ・クル伝』が上演される。1985年、北海道文化賞を受賞する。
1993年2月13日、88歳にて死去する。
なお、妹の伊賀ふでの娘でアイヌ文様刺繍家のチカップ美恵子の著作『カムイの言霊』に山本多助が紹介されている。

## 家系
山本家は代々釧路アイヌの首長を務めた。多助は第24代首長である。以下に歴代の首長を示す。
- 初代・キラウコロ・エカシ（トウヤウン・エカシ）
- 2代・カムイラム・エカシ（カムイラム・トウヤ・エカシ）
- 3代・カニ・キラウコロ・エカシ
- 4代・ノチュイラン・エカシ
- 5代・ホシキラウコロ・エカシ
- 6代・シネラム・エカシ
- 7代・オシキラウコロ・エカシ
- 8代・チャラカムイ・エカシ
- 9代・アパイタンキ・エカシ（シネラン・クル）
- 10代・カンナカムイ・エカシ
- 11代・ハンクキラウコロ・エカシ
- 12代・イタㇰコテ・エカシ
- 13代・イタンキシュエ・エカシ
- 14代・イタㇰシュエ・エカシ（フレサン・クル）
- 15代・フンケッケ・エカシ
- 16代・トミコッチャラン・エカシ
- 17代・タサニシエラン・エカシ
- 18代・ペケレニシエラン・エカシ
- 19代・ヌマキラウコロ・エカシ（シナッキ・クル）
- 20代・フミウンカクシ・エカシ（庄屋精一郎）
- 21代・イゼンタウケ・エカシ（オタカタウン・エカシ）
- 22代・ヤイテツ・エカシ（サケオヤイカラ・エカシ、山本弥太郎）
- 23代・トミラン・クル（ニカシシテ・アイヌ、山本太吉）

多助は6人兄弟である。
- 長女・ツル - 幼くして死去。
- 長男・太平 - 幼くして死去。
- 次男・多助
- 三男・多三郎 - 20歳で家出し日高で暮らした後、樺太に渡る。阿寒に住んだ。
- 次女・フデ - 伊賀久次郎と結婚。長男・久幸（昭和12年2月10日 -）、次男・幸次。娘の美恵子はチカップ美恵子としてアイヌ紋様刺繍作家、文筆家として活動。
- 三女・ヒデ - 日下新作と結婚。

## 著書・参考文献

### 著書
- 『阿寒国立公園とアイヌの伝説』日本旅行協会、1940年
- 『阿寒国立公園とアイヌの話』ヤイユウカラアイヌ民族学会、1974年
- 『アイヌ語小辞典』ヤイユウカラアイヌ民族学会、1976年。
- 『九州旧地名調査と各地方の見聞記』ヤイユウカラ・アイヌ民族学会、1976年
- 『怪鳥フリュー　カムイ・ユーカラ 』（四辻一朗・絵）、平凡社、1978年
- 『オッパイ山』上士幌役場、1982年
- 『イタク カシカムイ(言葉の霊)―アイヌ語の世界』北海道大学図書刊行会、1991年。ISBN 978-4832954717。
- 『カムイ・ユーカラ　アイヌ・ラッ・クル伝』平凡社、1993年。ISBN 978-4582760262。※上記『怪鳥フリュー』の新装版。